# 戈爾灣
戈爾灣（英語：Gore Bay）是加拿大安大略省北部馬尼圖林區一鎮，為該區的行政中心，坐落馬尼圖林島北部休倫湖北湖峽沿岸。據2011年加拿大人口普查所示，戈爾灣有850名居民。
歐裔居民於1870年代陸續遷居至此，該帶首間郵局於1874年設立。戈爾灣鎮址於1875年正式劃定，首幅地皮於1876年8月售出。1884-85年度的《安大略省憲報》記載，戈爾灣當時約有600名居民。馬尼圖林區於1888年脫離阿爾戈馬區後就行政中心選址舉行公投，結果戈爾灣於1889年脫穎而出，並於1890年4月7日正式建制為鎮。
馬尼圖林島上的主要公路安大略540號省道以東西走向從南方掠過戈爾灣鎮外圍，其支線540B省道則伸展至戈爾灣鎮中心。542號省道的西北端終點亦設於戈爾灣鎮外圍，自此往東南伸延至馬尼圖林島東南部並與6號省道交匯。

## 外部連結
- 维基共享资源上的相關多媒體資源：戈爾灣
- （英文）Town of Gore Bay, Manitoulin Island, Ontario, Canada （页面存档备份，存于）－戈爾灣鎮政府官方網站